# Нечкіно
Не́чкіно (рос. Нечкино) — село в Сарапульському районі Удмуртії, Росія.
Село розташоване на річці Коноваловка, у місці її впадіння до річки Кама.
Урбаноніми:
- вулиці — Азіна, Зарічна, Інтернаціональна, Лісова, Логова, Миру, Молодіжна, Набережна, Оползино, Піонерська, Польова, Пролетарська, Радянська, Робітнича, Червона, Ювілейна

## Населення
Населення становить 1071 особа (2010, 1067 у 2002).
Національний склад (2002):
- росіяни — 90 %